# به تو که می‌درخشی
به تو که می‌درخشی (به ژاپنی: 光る君へ, Hikaru Kimi e) یک مجموعه تلویزیونی درام تاریخی ژاپنی یا جیدایگکی با بازی یوریکو یوشیتاکا در نقش موراساکی شیکیبو است. این سریال شصت و سومین قسمت از مجموعه تلویزیونی تایگا در ان‌اچ‌کی است.

## بازیگران

### نقش اصلی
- یوریکو یوشی‌تاکا به عنوان موراساکی شیکیبو. در سریال او را «ماهیرو» می‌نامند.
  - میوکو اوچی در نقش ماهیرو جوان

### خانواده او
- گورو کیشیتانی در نقش فوجیوارا نو تامه‌توکی، پدر ماهیرو و دانشمند مطالعات چین‌شناسی
- ریوکو کونیناکا در نقش چیاها، مادر ماهیرو
- ماهیرو تاکاسوگی در نقش فوجیوارا نو نوبونوری، برادر ماهیرو
  - کوکی یودا در نقش تارو (نوبونوری جوان)
- ساساکی کورانوسوکه در نقش فوجیوارا نو نوبوتاکا، شوهر ماهیرو
- تارو یابه در نقش اتومارو
- سیجون نوبوکاوا در نقش ایتو

### خانواده میچیناگا
- تاسوکو اموتو به عنوان فوجیوارا نو میچیناگا
  - کوسی کیمورا در نقش میچیناگای نوجوان
- یاسونوری دانتا در نقش فوجیوارا نو کانه‌ایه، پدر میچیناگا
- کوتونو میتسویشی در نقش توکی‌هیمه، مادر میچیناگا
- آراتا ایورا به عنوان فوجیوارا نو میچیتاکا، برادر میچیناگا
- یوکا ایتایا در نقش تاکاشینا نو تاکاکو، همسر میچیتاکا
- یوسوکه کامیجی در نقش فوجیوارا نو میچیتسونا، برادر ناتنی میچیناگا
- نائومی زایزن در نقش مادر فوجیوارا نو میچیتسونا، مادر میچیتسونا
- ریو تامائوکی در نقش فوجیوارا نو میچیکانه، برادر میچیتسونا
- یو یوشیدا در نقش فوجیوارا نو آکیکو (سنشی)، خواهر میچیناگا.
- آی میکامی در نقش امپراتریس شوشی، دختر میچیناگا
- میتسوکی تاکاهاتا به عنوان فوجیوارا نو تیشی، دختر میچیتاکا
  - تامپوپو ناکامورا در نقش ساداکو جوان (حدود ۱۲ سال)
  - هیماری کیمورا در نقش ساداکو جوان (حدود ۸ سال)
- کیسوکه واتانابه در نقش فوجیوارا نو یوریمیچی، پسر بزرگ میچیناگا
- شوهی میورا به عنوان فوجیوارا نو کوره‌چیکا، پسر ارشد میچیتاکا
- ریو ریوسی به عنوان فوجیوارا نو تاکاایه، پسر دوم میچیتاکا
- کومی تاکیوچی در نقش میناموتو نو میشی (آکیکو)، همسر دیگر میچیناگا
- میتسومی تاکاهاشی در نقش فوجیوارا نو یوشیکانه، پسر عموی میچیناگا
- ایچیروتا میاگاوا در نقش فوجیوارا نو آکیمیتسو، پسر عموی میچیناگا
- تاکایوکی ساکوی در نقش تایرا نو کورناکا

### اودا گنجی
- هارو کوروکی در نقش میناموتو نو توموکو، همسر رسمی و قانونی میچیناگا
- تورو ماسوئوکه در نقش میناموتو نو ماسانوبو، پدر توموکو
- ماکو ایشی نو در نقش فوجیوارا نو موتسوکو، مادر توموکو دختر میناموتو نو کیتادا

### همکاران میچیناگا
- روبرت (او-وارایی) به عنوان فوجیوارا نو سانه‌سوکه
- کیتا ماچیدا به عنوان فوجیوارا نو کینتو
- ساتوشی کانادا در نقش فوجیوارا نو تادانوبو
- دایچی واتانابه به عنوان فوجیوارا نو یوکیناری
- دایسوکه هوندا در نقش میناموتو نو توشیکاتا
- جون هاشیزومه به عنوان فوجیوارا نو یوریتادا
- ماسانوبو ساکاتا در نقش فوجیوارا نو تامه‌میتسو
- ریوجین سوزوکی در نقش میناموتو نو شیگنوبو
- یوشیهیرو کوریتا در نقش فوجیوارا نو فومینوری

### امپراتورها و خانواده‌هایشان
- باندو مینوسوکه دوم به عنوان امپراتور آنیو، شصت و چهارمین امپراتور
- کاناتا هونگو به عنوان امپراتور کازان، شصت و پنجمین امپراتور
  - شونتا ایتو در نقش شاهزاده موروسادا (کازان جوان)
- آکیهیسا شیونو به عنوان امپراتور ایچیجو، شصت و ششمین امپراتور
  - هیناتا هیراگی در نقش امپراتور جوان ایچیجو (حدود ۱۲ سال)
  - هارو تاکاگی در نقش شاهزاده یاسوهیتو (ایچیجو جوان، حدود ۸ ساله)
- تاتسوناری کیمورا در نقش امپراتور سانجو، شصت و هفتمین امپراتور
- ساکورا اینوئه در نقش فوجیوارا نو یوشیکو
- شیزوکا ناکامورا به عنوان فوجیوارا نو جونشی

### سلسله آهنگ
- هائوگو (کوجی یانو) در نقش ژو رنکونگ
- کوهی ماتسوشیتا در نقش ژو مینگ

### دیگران
- اولین تابستان اویکا به عنوان سی شوناگون. در سریال او کیکیو نامیده می‌شود.
- هیروشی اوموری در نقش کیوهارا نو موتوسوکه، پدر کیکیو
- کانامه اوکی در نقش آکازومه امون
- یوسوکه ناکایاما به عنوان آبه نو سیمی
- کایو نورو به عنوان نوئی